# Chiesa di San Nicola (Tallinn)
La chiesa di San Nicola o anche basilica di San Nicolò, (in estone: Niguliste kirik) è una chiesa medioevale di Tallinn, situata nel cuore della città vecchia di circa 50 metri a sud della piazza dell'antico palazzo del Municipio. È dedicata a san Nicola, patrono dei marinai, dei pescatori e dei bambini.
La costruzione della chiesa originaria risale al XIII secolo, ma fu parzialmente distrutta dai sovietici nell'attacco alla città nel 1944, durante la seconda guerra mondiale. Dopo il suo restauro è utilizzata prevalentemente come museo d'arte (Niguliste Museum) e come sala da concerti.

## Storia

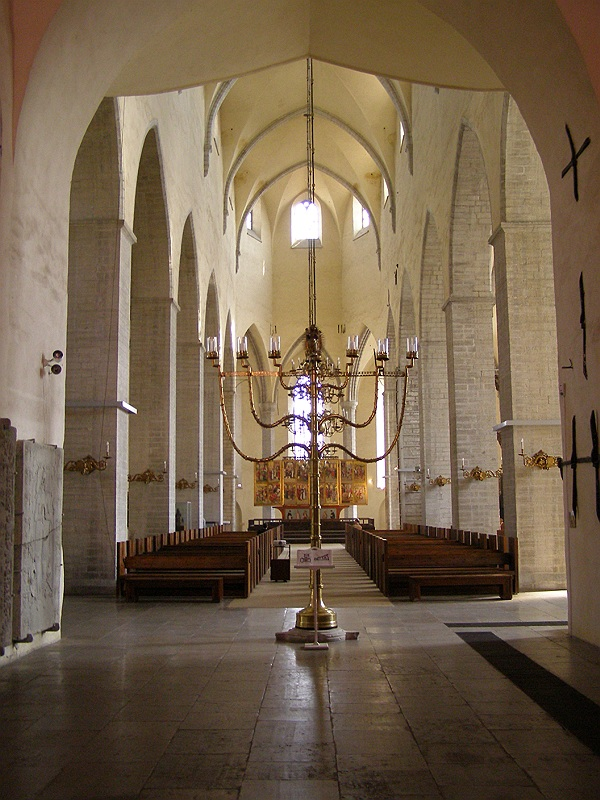
L'interno della chiesa

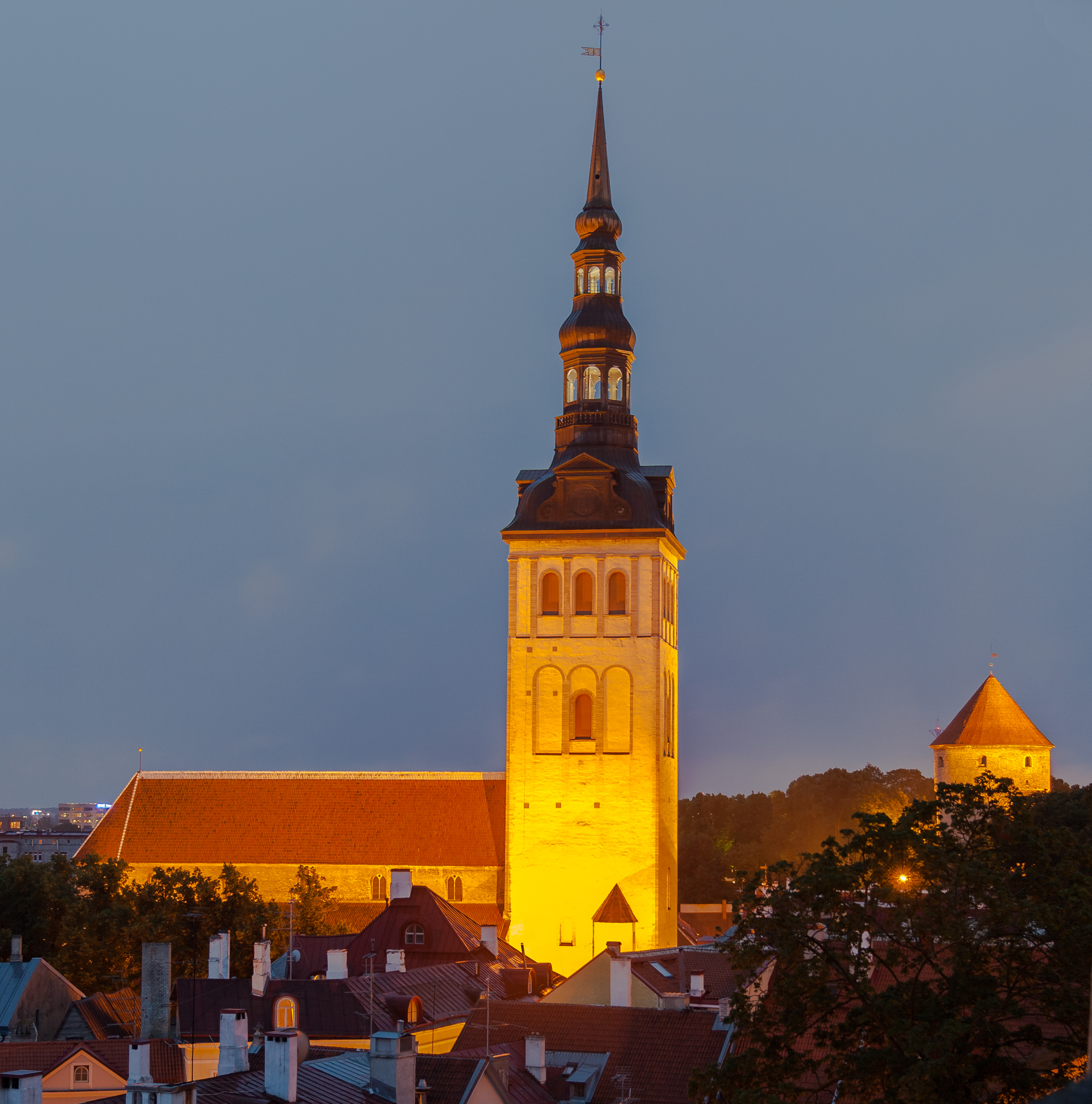
Vista notturna

La chiesa fu fondata e costruita attorno al 1230 - 1275 da mercanti della Westfalia provenienti dal Gotland nel XIII secolo.
Mentre la città non era ancora fortificata, la chiesa aveva pesanti barre per chiudere e rinforzare le entrate, vi erano nascondigli e scappatoie per i rifugiati.
Quando le mura fortificate attorno alla città di Tallinn furono terminate nel XIV secolo, (le mura della città racchiusero la chiesa e l'insediamento nel 1310). la Chiesa di San Nicola (Niguliste Kirik) perse la sua funzione difensiva e divenne una tipica chiesa parrocchiale medioevale. Vi sono solo alcune parti della chiesa originale che sono state conservate fino al presente.
Tra il 1405 - 1420 la costruzione giunse al suo aspetto odierno, quando la navata centrale fu innalzata rispetto a quelle laterali e la chiesa fu ridisegnata come una grande basilica. Nel 1515 la torre fu elevata e coperta da una guglia di stile tardo gotico. Alla fine del XVII secolo la torre fu rinforzata e messa in sicurezza. La guglia fu rimpiazzata con una di stile barocco corredata di ariose fenditure, che diventarono sempre più alte di fase in fase nel corso dei secoli. La torre ora ha un'altezza di circa 105 metri (344,5 piedi).
La chiesa di San Nicola fu l'unica chiesa a Tallinn che non venne intaccata dall'iconoclastia portata dalla riforma Protestante nel 1523 (o 1524). Il capo della congregazione versò piombo fuso nelle serrature della chiesa e le orde impetuose non poterono entrarvi.
Un destino differente subì invece l'edificio il 9 marzo del 1944. La chiesa fu seriamente danneggiata dall'attacco delle bombe sovietiche durante la seconda guerra mondiale. Il risultato fu un incendio devastante che mandò la chiesa in rovina e distrusse la maggior parte del suo interno (esclusa la cappella di Sant'Antonio), ed inclusi le panche barocche, gli ambienti e il pulpito. La torre continuò ad emettere una cortina fumogena per quasi un mese. Molti preziosi tesori artistici poterono sopravvivere solo grazie alla tempestiva opera della popolazione estone che li prelevò in tempo dalla chiesa. Sotto l'occupazione sovietica i lavori di rinnovo tardarono ad arrivare e cominciarono solo nel 1953 per protrarsi lungamente e finire completamente solo nel 1981.
La torre della chiesa venne nuovamente colpita il 12 ottobre 1982 da un incendio di natura probabilmente dolosa. La torre bruciò e la guglia fu distrutta, il tetto e la navata della cappella di Sant'Antonio restarono danneggiate
Dopo il restauro la chiesa venne nuovamente inaugurata nel 1984 come sala da concerti e museo, in cui è esposta la collezione di arte medioevale che fa parte del patrimonio artistico e museale dell'Estonia

## Opere d'arte nella chiesa

### I capolavori
Il capolavoro artistico più famoso presente nella chiesa è il dipinto della danza macabra (Danza della Morte) di Bernt Notke, maestro di pittura, tedesco di Lubecca, che rappresenta la transitorietà della vita, con le figure scheletriche della Morte che, danzando al suono di una cornamusa, prendono per mano sia il soggetto ricco e potente che quello debole e povero, indissolubilmente legati verso un'unica fine. È visibile oggi soltanto un frammento dell'intera opera originale che inizialmente era lunga trenta metri, alla fine del XV secolo.

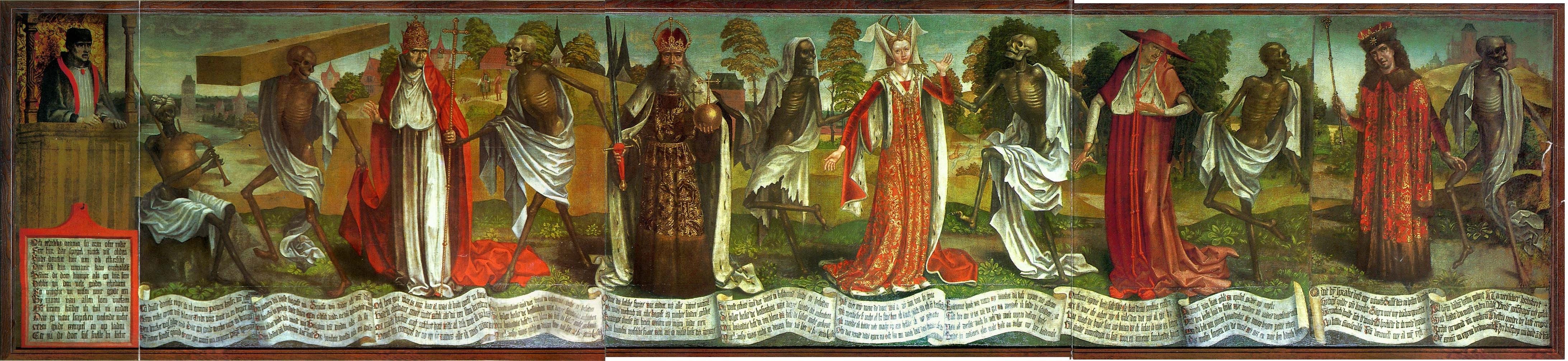
La Danza macabra di Bernt Notke

L'altare principale della chiesa di San Nicola è stato costruito tra il 1478 - 1481 da un lavoro di Herman Rode, maestro di Lubecca. Nel dipinto, posto sulla parte più esterna di questo altare, corredato da doppie ali, viene descritta la vita di San Nicola mentre la parte centrale, con le ali più interne dispiegate, espone oltre trenta sculture lignee che raffigurano la cosiddetta galleria dei Santi.

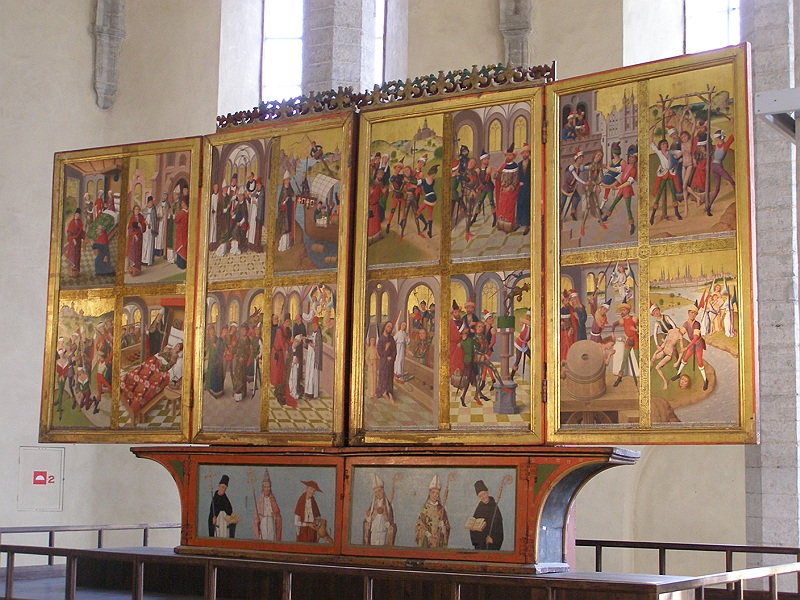
L'altare principale della chiesa di San Nicholas a Tallinn, opera di Hermen Rode.

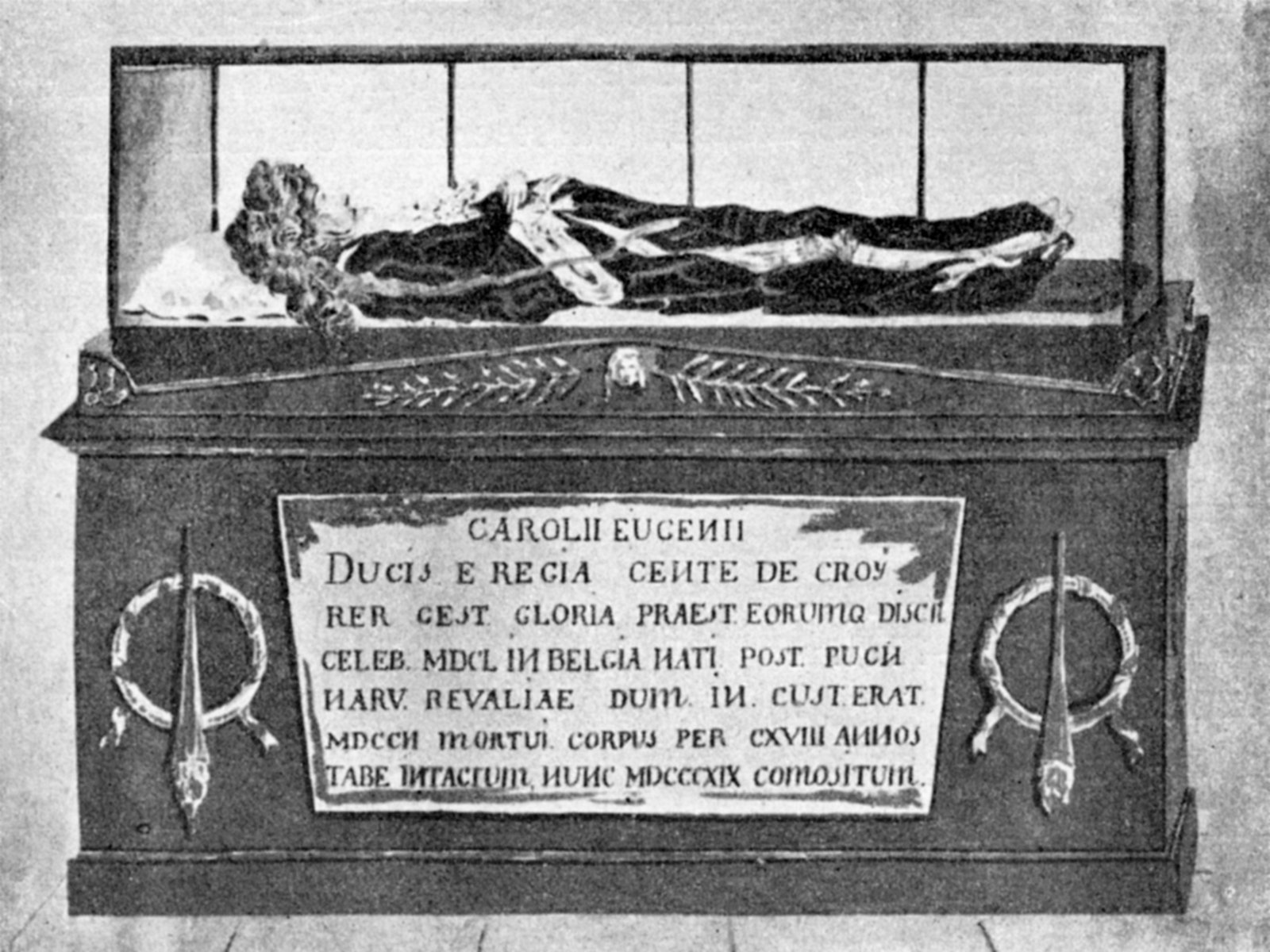
Il sarcofago di Carlo Eugenio di Croÿ nella cappella della chiesa Niguliste. Disegno del XIX secolo.

La mostra contiene anche l'Altare di Santa Maria dal 1500; l'Altare della Santa Kin dal 1490, fatto nello studio di Jan Borman a Bruxelles; l'Altare della Passione di Cristo che fu ideato all'inizio del XVI secolo da Adrian Isenbrandt, maestro fiammingo di Bruges su ordine della Confraternita delle Gilde Nere, e fu completato da Michel Sittow, artista estone di Tallinn.

### Opere minori
- Attorno alla navata giacciono una serie di effigi e statue tombali come quella di Berndt Reinhold von Delwig e Hermann Nieroth, raffigurati con corpo in marmo.[4]
- Una tela dipinta da un maestro ignoto proveniente dal Palazzo del Liechtenstein, "Presentazione di Cristo al Tempio" (1430–1440)
- Numerose figure intagliate medioevali di Henning von der Heide: San Nicola, la Vergine Maria, Giovanni Evangelista
- Una figura di San Cristoforo di Tobias Heintze, (1624)
- L'epitaffio di Antonius van der Busch scritto da Arent Passer(1608)
- Un unico esemplare di schermo decorativo in legno, di trecentocinquanta anni fa, della Cappella di Bogislaus Rosen, intagliato da Frans Hoppenstätt
- La stanza Argento con il tesoro in argento di gilde, della associazione di fratellanza della Confraternita delle Teste Nere
- Una collezione di candelieri rinascimentali e Barocchi

## Carlo Eugenio di Croÿ
Il lato della cappella fu utilizzato per conservare i resti mummificati del Duca Carlo Eugenio di Croÿ, graduato militare di origini francesi, che fu comandante a capo dell'armata dell'Impero russo nella Battaglia di Narva (1700) e fu fatto prigioniero dal Re Carlo XII di Svezia.
Carlo Eugenio di Croÿ, morì a Tallinn imprigionato nel 1703 ed il corpo fu lasciato senza sepoltura, poiché nessuno poté pagare per il suo funerale. Le condizioni dell'aria nella cappella, dove il corpo era tenuto, lo preservarono dalla decomposizione totale e così questo divenne un'attrazione per i visitatori della chiesa, fino al 1897, quando le autorità imperiali finalmente procedettero alla sua regolare sepoltura.